# 陳菊
陳 菊（ちん きく、1950年6月10日 - ）は、中華民国（台湾）の政治家（民主進歩党）。監察院長。過去に、総統府秘書長、高雄市長、民主進歩党代理主席などを歴任した。

## 経歴

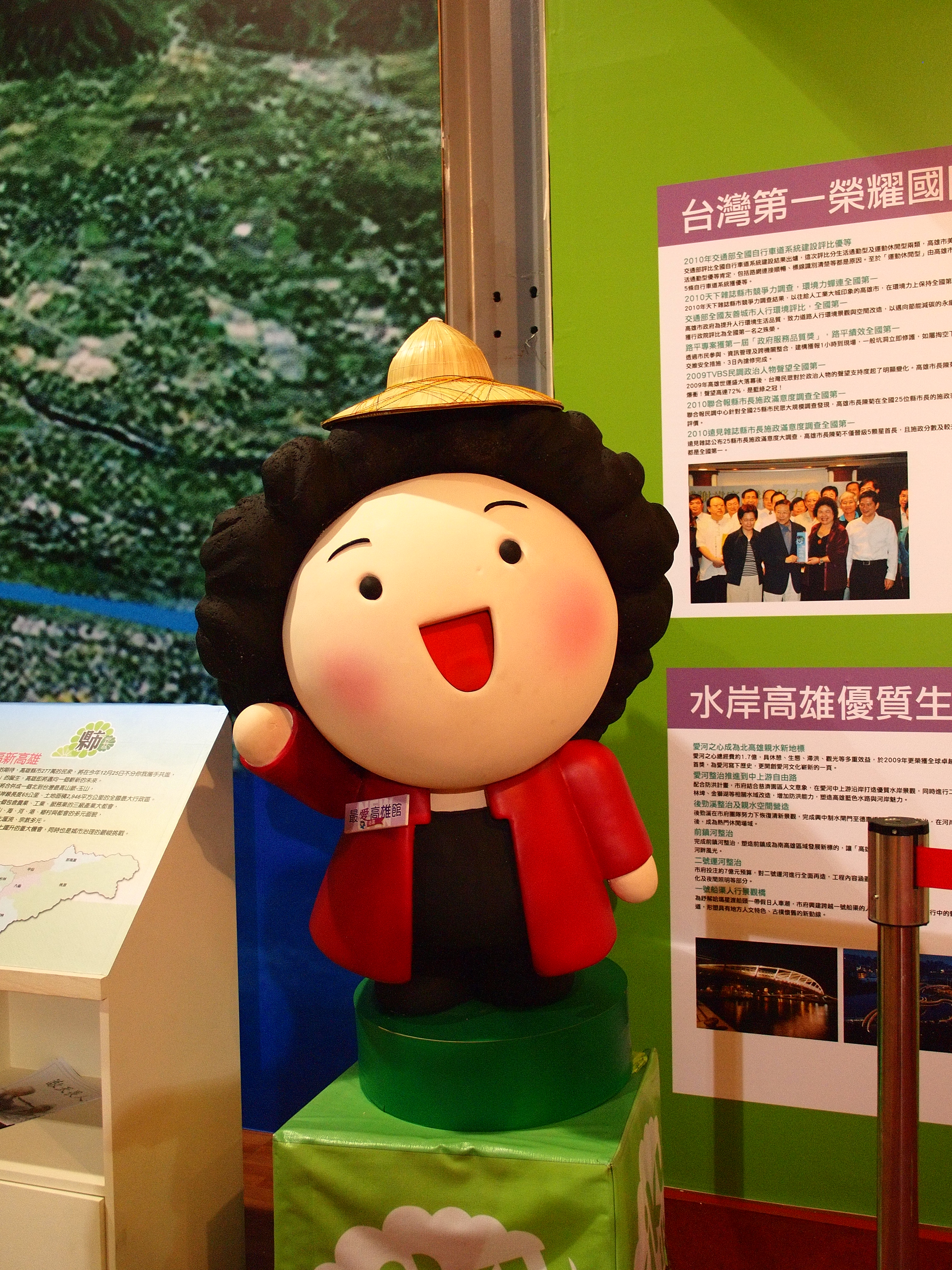
陳菊の人形

台湾省議会議員秘書時代に民主化運動に関わり、1980年、美麗島事件で逮捕された。懲役12年の判決を言い渡され、約6年入獄した後、民進党の結成に参画した。
李登輝政権下で名誉回復後、国民大会代表に選出。1994年から陳水扁台北市長のもとで、1998年から謝長廷高雄市長のもとで要職を歴任し、2000年から約5年間、陳水扁政権で行政院労工委員会主任委員（閣僚級）を務めた。
2006年12月、高雄市長選挙に民進党候補として立候補し、国民党候補である黄俊英との激戦の末、1,114票差で勝利し、高雄市長に選出された。
2010年11月、高雄県と合併し誕生した新たな高雄市で行われた市長選挙に出馬、当選し、初代市長に就任した。
2012年2月、蔡英文主席の後任として、民進党代理主席を務めることが決まったが、同年5月に蘇貞昌が党主席に選出された。
2014年11月、対立候補に得票数で大きく差をつけ圧勝し、再選を果たした。
2018年4月、高雄市長を退任し、総統府秘書長に就任することを発表し、4月23日より総統府秘書長に着任。2020年5月20日、第2次蔡英文政権発足に伴い退任。その後7月に監察院院長就任が立法院で可決された。8月1日より監察院長および兼任で同日同院傘下に設置された国家人権委員会（総統府人権諮詢委員会の後継組織。）主任委員に就任。

## 中国との関係
2009年5月、民進党幹部として初めて訪中、郭金龍北京市長、韓正上海市長と相次いで会談し、入国手続きを免除されるなど民進党穏健派を取り込みたい中国政府の思惑から厚遇された。また、2009年7月にダライ・ラマ14世を台湾訪問させており、対中国政策もとっている。2009年10月の高雄映画祭では、世界ウイグル会議のラビア・カーディル主席のドキュメンタリー映画を放映する計画を発表した。

## 日本との関係
2008年5月、「高雄市観光セールス団」の団長として高雄市の政財界関係者を引き連れて来日。大阪と名古屋で日本人観光客が高雄を訪れるようアピールした後、東京の台北経済文化代表処で開かれた昼食会に出席した。
2009年、ワールドゲームズ高雄大会の宣伝のため来日し、「『高雄』の旧名は台湾語で打狗（ターカオ）と呼び、日本語の『たかお』と発音が同じだ」と述べ、日本と高雄の関係を好意的に語った。
2015年12月14日、高雄市が同市に拠点を置く日系企業3社を表彰した際、陳は「日系企業が高雄の家族になることを歓迎する」「第2の故郷だと思ってもらえれば」と述べた。
2016年4月14日より発生した熊本地震に対しては、自身の1ヶ月分の給与を義援金とすることを表明した。

## その他
- 宇宙人の要去高雄のMV（官方完整版）に出演している[30]。
- 台湾でも放送されていた日本アニメ『あたしンち（台湾名：我們這一家）』の「母（同：花媽）」に似ている[31]、とされ、本人もイベント宣伝のため実際にコスプレをしたり[32][33]、facebookで似たイラストを使用している。
- 第6・8・9・10代立法委員の李昆沢は甥[34]。